# RSD Alcalá
RSD Alcalá is een Spaanse voetbalclub. Thuisstadion is het Virgen del Val in Alcalá de Henares. Het team speelt sinds 2019/20 in de Tercera División.

## Historie
RSD Alcalá is opgericht in 1929 en is daarmee een van de oudste clubs van de Comunidad Madrid. Het was ook de eerste club in haar omgeving dat een zomertrofee organiseerde en deze vernoemde naar haar meest beroemde inwoner: de Trofeo Cervantes.
RSD Alcalá voetbalt sinds 1960 op professioneel niveau voetbal, maar heeft nog nooit hoger gespeeld dan de Segunda División B. In het seizoen 2004/05 was het dicht bij promotie naar de Segunda División A, maar het werd uitgeschakeld in de play-offs. In dat seizoen behaalde de club ook haar hoogste positie ooit: een 4e plaats. Een jaar later degradeerde de ploeg verrassend naar de Tercera División Grupo 7. In 2009 keerde de club terug in de Segunda B.
Einde seizoen 2012-2013 volgde dan weer een degradatie en het ging van kwaad naar erger met op het einde van het seizoen 2017-2018 een tweede degradatie naar 1ste Regionaal.  Daar werd tijdens het eerste seizoen weer de promotie afgedwongen, zodat de ploeg vanaf seizoen 2019-2020 weer actief was in de Tercera.

## Gewonnen prijzen
- Tercera División: 1979/80 en 2006/07